# Маунтин-Вью (Вайоминг)
Маунтин-Вью (англ. Mountain View) — город, расположенный в округе Юинта (штат Вайоминг, США) с населением в 1153 человека по статистическим данным переписи 2000 года.

## География
По данным Бюро переписи населения США, город Маунтин-Вью имеет общую площадь в 2,07 квадратных километров, водных ресурсов в черте населённого пункта не имеется.
Маунтин-Вью расположен на высоте 2074 метров над уровнем моря.

## Демография
По данным переписи населения 2000 года, в городе Маунтин-Вью проживало 1153 человека, 320 семей, насчитывалось 415 домашних хозяйств и 456 жилых домов. Средняя плотность населения составляла около 562 человека на один квадратный километр. Расовый состав Маунтин-Вью по данным переписи распределился следующим образом: 98,01 % белых, 0,26 % — коренных американцев, 0,09 % — выходцев с тихоокеанских островов, 1,21 % — представителей смешанных рас, 0,35 % — других народностей. Испаноговорящие составили 2,17 % от всех жителей города.
Из 415 домашних хозяйств в 43,6 % — воспитывали детей в возрасте до 18 лет, 64,6 % представляли собой совместно проживающие супружеские пары, в 9,9 % семей женщины проживали без мужей, 22,7 % не имели семей. 20,7 % от общего числа семей на момент переписи жили самостоятельно, при этом 5,1 % составили одинокие пожилые люди в возрасте 65 лет и старше. Средний размер домашнего хозяйства составил 2,78 человек, а средний размер семьи — 3,21 человек.
Население города по возрастному диапазону по данным переписи 2000 года распределилось следующим образом: 32,3 % — жители младше 18 лет, 9,0 % — между 18 и 24 годами, 29,3 % — от 25 до 44 лет, 22,5 % — от 45 до 64 лет и 6,9 % — в возрасте 65 лет и старше. Средний возраст жителей составил 33 года. На каждые 100 женщин в Маунтин-Вью приходилось 105,2 мужчин, при этом на каждые сто женщин 18 лет и старше приходилось 99,2 мужчин также старше 18 лет.
Средний доход на одно домашнее хозяйство в городе составил 49 000 долларов США, а средний доход на одну семью — 58 077 долларов. При этом мужчины имели средний доход в 47 222 доллара США в год против 26 429 долларов среднегодового дохода у женщин. Доход на душу населения в городе составил 18 945 долларов в год. 8,3 % от всего числа семей в округе и 9,0 % от всей численности населения находилось на момент переписи населения за чертой бедности, при этом 10,8 % из них были моложе 18 лет и 5,1 % — в возрасте 65 лет и старше.